# Lestonia
Lestonia ist die einzige Gattung der Familie Lestoniidae innerhalb der Wanzen-Teilordnung Pentatomomorpha. Von ihr sind zwei Arten bekannt.

## Merkmale
Die Wanzen werden 3,5 bis 5,6 Millimeter lang und haben einen an der Oberseite stark konvexen, auf der Unterseite abgeflachten Körper, der kryptisch hellbraun gemustert ist und durch die schuppenartige Struktur Ähnlichkeit mit einer Schildkröte hat. Der Rücken der Tiere ist stark punktförmig strukturiert. Die zwei Punktaugen (Ocelli) sind klein und liegen weit voneinander entfernt. Das Schildchen (Scutellum) ist stark vergrößert und erreicht die Hinterleibsspitze.
Der Kopf, das Pronotum und ein Teil des seitlichen Randes der Hemielytren ist plattenförmig ausgezogen und zurückgebogen. Ihr Clavus ist breit, das Corium hat eine deutliche R+M-Ader und zwei Membranadern. Die viergliedrigen Fühler sind kurz. Die Tarsen sind zweigliedrig. Die sehr feinen Trichobotria sind schräg angeordnet und liegen laterad zu den Stigmen. Am sechsten Sternit haben die Weibchen je ein paariges, scheibenförmiges Organ beidseits der Mittellinie, vor und seitlich zu den Genitalien. Diese Organe dienen vermutlich der besseren Haftung auf glatten Oberflächen, wie z. B. Blättern. Die Spermatheca ist einfach, birnenförmig und hat anders als bei Lestonia grossi und Lestonia haustorifera einen pumpenflanschartigen Teil.
Die scheibenförmigen Organe der Weibchen, die schuppenartige Körperform mit dem stark vergrößerten Schildchen (Scutellum) und die plattenförmig ausgezogenen Ränder der Hemielytren sowie das Fehlen des flanschartigen Teils an der Spermatheca sind Autapomorphien der Gruppe.

## Vorkommen
Die Familie ist ausschließlich in Australien verbreitet.

## Lebensweise
Über die Lebensweise dieser Wanzen ist wenig bekannt. Sie ernähren sich phytophag an Schmuckzypressen (Callitris). Sowohl die Nymphen als auch die Imagines von Lestonia haustorifera wurden an Callitris preissii beobachtet, wo sie sich an den jungen Trieben sammelten und dort einer Ansammlung von Schuppen bzw. kleinen Blattkäfern ähnelten. Die Tiere sind im Allgemeinen selten.

## Taxonomie und Systematik
Die Gruppe wurde erstmals durch William Edward China 1955 als Unterfamilie der Kugelwanzen (Plataspidae) beschrieben und 1959 durch ihn und Miller in den Familienrang erhoben. Eine Untersuchung anhand von morphologischen Merkmalen und DNA-Sequenzen bestätigte die Monophylie der Familie und ergab ein Schwesterverhältnis zur Familie der Stachelwanzen (Acanthosomatidae).
Folgende Arten werden der Gruppe zugerechnet:
- Lestonia haustorifera China, 1955
- Lestonia grossi McDonald, 1969

## Belege